# 4055 Magellan
4055 Magellan је Амор астероид са пречником од приближно 2,49 .
Афел астероида је на удаљености од 2,414 астрономских јединица (АЈ) од Сунца, а перихел на 1,226 АЈ.
Ексцентрицитет орбите износи 0,326, инклинација (нагиб) орбите у односу на раван еклиптике 23,245 степени, а орбитални период износи 897,106 дана (2,456 године).
Апсолутна магнитуда астероида је 14,8 а геометријски албедо 0,31.
Астероид је откривен 24. фебруара 1985. године.